# Paradise Island (film, 1930)
Pour plus de détails, voir Fiche technique et Distribution.
Paradise Island est un film américain réalisé par Bert Glennon, sorti en 1930.

## Synopsis
Ellen Bradford arrive dans une île des mers du sud pour y retrouver son fiancé Roy Armstrong, mais il est devenu alcoolique et plein de dettes envers Lutze, le propriétaire du saloon local, qui fait aussi office de tripot. Réalisant son désarroi, Lutze lui vient en aide, en espérant qu'elle tombera amoureuse de lui. Mais l'intervention de Jim Thorne, qui regagne au jeu les dettes d'Armstrong, conduit Ellen à lui avouer son affection.

## Fiche technique
- Titre original : Paradise Island
- Réalisation : Bert Glennon
- Scénario : Monte M. Katterjohn
- Décors : Ralph M. DeLacy
- Photographie : Max Dupont
- Son : Dean Daily
- Montage : Byron Robinson
- Société de production : Tiffany Productions
- Société de distribution : Tiffany Productions
- Pays d'origine :  États-Unis
- Langue originale : anglais
- Format : Noir et blanc  — 35 mm — 1,33:1 — son mono
- Genre : Film d'aventures
- Durée : 68 minutes
- Dates de sortie : États-Unis : 15 juillet 1930

## Distribution
- Kenneth Harlan : Jim Thorne
- Marceline Day : Ellen Bradford
- Tom Santschi : "Dutch Mike" Lutze
- Paul Hurst : Beauty
- Betty Boyd : Poppi
- Victor Potel : Swede
- Gladden James : Roy Armstrong

## Chansons du film
- "I've Got a Girl in Every Port", "Drinking Song", "Lazy Breezes" et "Just Another Dream" : paroles de Val Burton, musique de Will Jason (en)